# 陈国韬
陈国韬（1977年—），山东平度人，汉族，中华人民共和国政治人物、第十一届全国人民代表大会解放军代表。
毕业于石家庄陆军学院步兵指挥专业，是中共党员。担任北京军区66011部队特种大队副营长。2008年起担任全国人大代表。